# Willa Ryszarda Schimmela
Willa Ryszarda Schimmela – zabytkowa, secesyjna willa kupca Ryszarda Leona Schimmela, położona przy ul. Karolewskiej 1 w Łodzi, zaprojektowana przez Franciszka Chełmińskiego, następnie przebudowana wg projektu Leona Lubotynowicza.

## Historia i charakterystyka
Budynek ten jest jednym z najwcześniejszych przykładów architektury secesyjnej w Polsce, przypuszczalnie pierwszy w Łodzi. Był posiadłością Ryszarda Leona Schimmela – kupca i pośrednika w handlu farbami i barwnikami do tkanin. Pierwotny projekt budynku Chełmińskiego był pozbawiony secesyjnej ornamentyki, miał charakter neorenesansowy. Dopiero w trakcie przebudowy obiektu wg projektu Lubotynowicza, około 1910 r. nadano obiektowi secesyjny sznyt. Ówcześnie nową stylistykę w architekturze wykorzystano zarówno na zewnątrz budynku jak i wewnątrz. Elewacje zostały ukształtowane niesymetrycznie, tynki zaś mają zróżnicowaną fakturę oraz motywy roślinne. Ponadto w górnej części elewacji uformowanie tynku sugeruje jakoby ściana była wykonana w konstrukcji szachulcowej co nie ma odzwierciedlenia w rzeczywistości, tynk wyłącznie imituje szachulec. 
Willa ma blaszany dach naczółkowy, pierwotnie  pokryty dachówką. Charakterystycznym elementem budynku są także okna o płynnym, secesyjnym kształcie. Na parterze usytuowane były 2 sypialnie, a także salon oraz pokój bilardowy. Ponadto w obiekcie zachowały się piece, witraż, sztukaterie, a także balustrady i parkiety. 
Po II wojnie światowej budynek upaństwowiono i przekazano na cele komunalne, natomiast w 1982 r. obiekt stał się siedzibą Cechu Rzemiosł Metalowych, Optycznych i Elektrotechnicznych.